# Sarcophaga circumcisa
Sarcophaga circumcisa är en tvåvingeart som först beskrevs av Camillo Rondani 1848.  Sarcophaga circumcisa ingår i släktet Sarcophaga och familjen köttflugor. Inga underarter finns listade i Catalogue of Life.